# Eugen Brote
Eugen Brote (n. 29 noiembrie 1850, Rășinari, Sibiu – d. 5 decembrie 1912, Brașov, comitatul Brașov) a fost un agronom, publicist și politician român.

## Începuturile și educația

### Primii ani (1850-1860)
S-a născut într-o familie importantă românească din Rășinari, Transilvania. Tatăl său a fost Ioan Brote (1819-1871), un prosper om de afaceri, învățător la școala din Rășinari (1837-1838) și director al aceleiași școli (1850-1856). Ioan Brote era fiu de preot și îl cunoștea personal pe ierarhul ortodox Andrei Șaguna, care îl vizita la Rășinari și se sfătuia cu el. Mama lui Eugen Brote, Ana (1842-1892), născută Popovici Barcianu, provenea ea însăși dintr-o importantă familie din Rășnari, fiind sora lui Sava Popovici Barcianu.
Soții Ana și Ioan Brote au avut în total 14 copii, Eugen fiind al șaselea dintre ei. El și-a început studiile primare la școala din satul său natal în anul școlar 1856/1857, când director al școlii a devenit unchiul său matern, Sava Popovici Barcianu. În anul școlar 1857/1858, figurează înscris în clasa a III-a, ceea ce înseamnă că reușise să absolve două clase într-un singur an. Între 1858 și 1860 nu mai figurează în registrele școlii din Rășinări, probabil fiindcă și-a continuat studiile în particular, pregătindu-se pentru admiterea la gimnaziu.

### Anii de școală în Sibiu (1860-1868)
Începând cu anul 1860/1861, a studiat la Gimnaziul Luteran din Sibiu. A urmat cursurile în limba germană ale Gimnaziului până în 1864 când a absolvit clasa a IV-a. Aici a studiat latina, greaca veche, limba maternă (româna, în cazul lui), matematica, științele naturii, istoria și geografia, având rezultate școlare foarte bune.
Din 1864 până în 1868 a urmat cursurile Liceului German de Stat din Sibiu. În instituția înființată în 1692, în care se predase în limba latină până în 1848, cursurile se țineau în limba germană în vremea lui Eugen Brote. Materiile de studiu din liceau erau cele din timpul gimanziului, la care s-a adăugat și religia. Calificativele pe care le-a obținut au fost „satisfăcător”, „bine” și „foarte bine”, fără ca Brote să fie primul din clasă în vreunul dintre anii de studiu.

### Educația universitară (1868-1870)
Studiile superioare în vederea specializării le-a efectuat la Academia de Agricultură din Magyaróvár (ger. Ungarisch Altenburg, rom. Vechea Cetate Maghiară), o mică localitate din vestul Ungariei, în apropiere de granița cu Austria. Durata cursurilor era de doi ani, iar limbile de predare erau germana și, începând cu 1868, maghiara. Înființată în 1818, Academia se bucura de un mare prestigiu la nivel european, atrăgând studenți de pe întregul continent. În perioada în care Brote a studiat aici economia și agricultura în limba germană (1868-1870), Academia mai era frecventată de un alt român transilvănean, Aron Chirilă, precum și de un român bucureștean, Iosif Popovici. Eugen Brote a studiat aici discipline variate, la unele dintre ele descurcându-se „bine” și „foarte bine”, precum geometria prcatică, mecanica, mineralogia, climatologia, botanica specială, cultura plantelor, silvicultura, creșterea cailor, arhitectura. La alte materii, precum chimia, zoologia, creșterea vitelor, medicina veterinară, economia națională, statistica, știința organizării, știința evalăurii, contabilitatea, tehnologia și noțiunile de drept, a promovat cu cel mai înalt calificativ, „eminent”. A absolvit cursurile Academiei în 1870.

## Activitatea în Transilvania

### Începutul activității (1871-1884)
După finalizarea studiilor universitare a revenit la Sibiu. La 26 ianuarie/7 februarie 1871 s-a stins tatăl său, Ioan Brote, din a cărui avere a moștenit o parte, inclusiv o fermă în apropierea Sibiului unde a început să pună în aplicare cunoștințele dobândite la Academia din Magyaróvár. Vitele de rasă elvețiană crescute la ferma sa au avut parte de recunoaștere la concursuri românești, săsești și chiar ungurești. În anii care au urmat s-a lăsat absorbit de activitatea de moșier. În 1876 a mai luat în arendă și o grădină care aparținea Mitoropoliei Ardealului, iar la 3/15 iulie 1879 a adresat o cerere aceleaiași instituții pentru a solicita arendarea a și mai multor proprietăți.
Debutul său în gazetărie avea să vină abia în 1873, cînd Ștefan Pop a preluat inițiativa înființării la Blaj a unei gazete bilunare, Economul. În paginile acestei gazete au apărut din 15/27 septembrie 1873 până la 1/13 august 1874 mai multe articole ale lui Eugen Brote. Fiind agronom de profesie, a publicat nenumărate articole necesare conștientizării noilor tehnici agricole. Colaborator al Economului a fost și cumnatul său, Dimitrie Comșa, agronom căsătorit cu sora sa Constanția (n. 1856).
După o pauză de mai bine de un an, Brote se întoarce în activitatea publicistică în paginile unei reviste la care a contribuit încă de la apariție. În numărul său din 26 octombrie 1875 (st.v.) , ziarul românesc sibian Telegraful Român anunța apariția unui supliment cultural intitulat Foișoara Telegrafului Român. Noua publicație a apărut la 1/13 ianuarie 1876 și era condusă de Nicolae Cristea, redactorul ziarului principal, iar primii patru colaboratori au fost preotul Ilarion Pușcariu, Dimitrie Comșa, Daniil Popovici Barcianu și Eugen Brote însuși. Apariția noii reviste a fost în scurtă vreme remarcată de junimistul Mihai Eminescu din Iași, care salutat și apreciat publicația pentru conținutul său inovator și practic. În septembrie 1876, Brote a câștigat din nou aprecierea Mihai Eminescu pentru amplul său studiu, întins pe mai multe numere din Foișoara Telegrafului Român, în care critica deopotrivă  ASTRA și revista Transilvania.. În pofida criticii dure, Brote a devenit totuși un membru de seamă al ASTRA începând cu 1877, ocupând diferite poziții în asociație până în 1888. Prima sa funcție a fost cea de controlor, pe care a căpătat-o în adunarea generală de la Blaj din august 1877.
Cele două publicații erau, din punct de vedere cultural, expresia transilvăneană a conservatorismului junimist. Chiar și la nivel formal ele aderau la părerile lui Titu Maiorescu, fiind primele publicații care au folosit ortografia fonetică cu caractere latine în detrimentul celei etimologice și latinizante. Brote a apărat personal această opțiune ortografică într-o polemică de presă în care s-a angajat în anul 1878, dojenind Foaia scolastecă din Blaj. Din punct de vedere politic însă, redacția sibiană a adoptat o linie liberală, mult mai potrivită contextului social din Transilvania. În pofida succesului său, existența Foișoarei Telegrafului Român nu a fost de lungă durată. Ultimul său număr a apărut în 25 decembrie 1877, echipa sa fuzionând cu gazeta principală. Conținutul vechiului supliment a continuat să se publice de trei ori pe săptămână în paginile Telegrafului Român.
Eugen Brote a jucat în această perioadă și un rol însemnat în biserica ortodoxă a românilor ardeleni. Încă din 1874 fusese ales deputat în Sinodul Arhiepiscopiei Ortodoxe a Sibiului, al cărui membru a fost până în 1888. În 1877, Sinodul l-a ales și în calitatea de membru al Consistoriului arhidiecezan ca asesor-referent.
S-a căsătorit în anul 1880 la București cu Ana Triandafil. În plan politic, a fost ales vicepreședinte al Partidului Național Român din Transilvania în octombrie 1880. 

### Anii de laTribuna(1884-1893)
În aprilie 1884 s-a implicat în crearea ziarului Tribuna din Sibiu, alături de prietenul și colaboratorul său Ioan Slavici. Colaborarea cu Tribuna avea să fie pentru mai mulți ani principala sa formă de activitate politică și culturală. 
În 1886 s-a împrietenit cu fruntașul liberal român Dimitrie Sturdza. Acest moment avea să marcheze începutul unei modificări a simpatiilor sale politice în privința partidelor din România. S-a despărțit treptat de conservatorii junimiști de care ajunsese să fie tot mai dezamăgit. În schimb s-a apropiat tot mai mult de Partidului Național Liberal, devenind principalul său susținător din Transilvania.
Anul 1888 este unul de cotitură pentru Eugen Brote. După arestarea lui Ioan Slavici, el devine conducătorul redacției ziarului Tribuna. În același an, în calitatea sa de membru de partid, s-a distanțat de vechiul său grup. Ca urmare a acestuei rupturi, își va pierde pe rînd poziția pe care o avea în cadrul ASTRA și calitatea de deputat în Sinodul Arhiepiscopiei Ortodoxe a Sibiului. Tot în 1888 a fondat Reuniunea Română de Agricultură la Sibiu, fiind unul dintre militanții întăririi economice a românilor din Transilvania.
Anul 1889 a fost dificil pentru Tribuna din punct de vedere financiare. Până la finalul anului, redacția trebuia să obțină suma de 4.000 de florini. Ca urmare a eforturilor personale ale iui Brote și ale lui Slavici, sub forma unei campanii de strîngere de fonduri, gazeta a primit sub formă de donații chiar mai mult decât îi era necesar, punându-și la adăpost existența pentru o vreme. Mai târziu, în 1892, Eugen Brote avea să cumpere ziarul Tribuna pe care îl conducea deja din 1888, devenind unicul său acționar.  
Tot în anul 1892, a fost și unul dintre redactorii Memorandumului Transilvaniei, alături de Ioan Rațiu, Gheorghe Pop de Băsești, Vasile Lucaciu și alții, și a fost parte din delegația de 237 de persoane care a mers la Viena pentru a-l înmâna împăratului Franz Josef. 
În ianuarie 1893 a fost unul dintre organizatorii Conferinței Naționalităților de la Viena. Iar în aceeași lună ianuarie, împreună cu Ioan Russu-Șirianu și Septimiu Albini, a întemeiat la Sibiu ziarul Foaia Poporului. Pentru a scăpa de procesul Memorandului, Eugen Brote a părăsit Austro-Ungaria. 

## Activitatea în România

### Șederea în București (1893-1898)
În octombrie 1893, a luat decizia de a pleca împreună cu Aurel C. Popovici în România. Cei doi au ajuns în București la 6/18 octombrie 1893, iar principala lor preocupare a fost să explice opiniei publice din România situația românilor transilvăneni în contextul persecuțiilor ce aveau loc ca urmare a Memorandumului. În acest sens, în 1895 a publicat „Cestiunea română din Transilvania și Ungaria”, lucrare amplu documentată, consacrată situației românilor din Monarhia Austro-Ungară, studiu premiat de Academia Română. Lucrarea s-a bucurat de un ecou european, întrucât a mai fost publicată atât în germană, cât și în italiană.
În 1896 s-a recăsătorit cu Adele von Heldenberggel, fiica unui profesor german de muzică din Sibiu.
Deși se afla în București, Brote a rămas interesat de activitatea grupului său din Transilvania cu care a rămas în permanentă legătură de-a lungul anilor. La inițiativa și cu fondurile lui Eugen Brote, în ianuarie 1897, la Arad a luat ființă un nou ziar, Tribuna poporului, care avea rolul de a continua activitatea vechiului ziar sibian Tribuna.
În 1897, prietenul său liberal, Dimitrie Sturdza, totodată mare moșier, l-a adus pe Eugen Brote la moșia sa moldovenească de 6.000 de hectare de la Găiceana (județul Tecuci). Brote a sesizat imediat potențialul uriaș, dar a observat și administrarea deficitară a domeniului. Sturdza și Brote au devenit asociați „în scopul cultivării raționale și rentabile a moșiei” și au încheiat o convenție pe zece ani în acest sens.

### Pe moșia de la Găiceana (1898-1908)
În primăvara anului 1898, Eugen Brote s-a stabilit pe moșia de Găiceana împreună cu familia sa. În calitate de asociat, el a investit mari sume de capital modernizând domeniul, în încercarea a crea o moșie model cu sate model.
Deși dedicat activităților sale administrative de pe moșia de la Găiceana, Brote a rămas la fel de implicat în cauza românilor ardeleni. Din punct de vedere politic, a continuat să considere că cea mai eficientă cale de a rezolva problema națională a românilor transilvăneni este să influențeze cercurile politice germane. În acest sens a redactat în limba germană o borșură bine documentată de 61 de pagini pe care a publicat-o la München în 1899 sub titlul Das magyarische Ungarn und der Dreibund („Ungaria maghiară și Tripla Alianță”).
Brote a fost un adept al sistemului cooperatist și aparținea ramurii de stânga a național-liberalismului, din care făcea parte și Spiru Haret. Fenomenul de constiuire a băncilor populare a ajuns în România încă din 1891-1893, dar a luat amploare abia după ce Spiru Haret a ajuns ministru. În 1898 existau 24 de bănci populare în România, în 1900 erau 80, în 1902 erau 710, iar în 1904 aveau să ajungă 1625. Inspirat de acest curent, Brote a luat inițiativa de a crea o bancă cooperativă și pe moșia pe care o administra. Drept urmare, la data de 31 martie 1902(st.v.), are loc adunarea de constituire a Băncii Populare din Găiceana. Președinte al acesteia a fost ales Eugen Brote, iar vicepreședinte, Miron Costin. Locuitorii de pe moșia Găiceana dispuneau de mijloace limitate, drept pentru care banca s-a înființat cu numai 50 de membri și un capital inițial de 900 de lei. Banca a fost înființată pentru o perioadă de 10 ani, cu posibilitatea de prelungire, taxa de înscriere fiind de 2 lei și cotițzația lunară de 50 de bani. Capitalurile depuse beneficiau de o dobândă de 6% pe an, iar împrumuturile erau acordate pentru perioade de 3 sau 6 luni cu dobândă de 10% membrilor și de 12% străinilor. Chiar dacă începutul a fost dificil, în numai câțiva ani instituția a devenit un succes. La sfârșitul anului 1908, Banca Populară din Găiceana avea 126 de membri, iar cu un capital de 37.560 de lei era pe locul șase ca mărime între cele 44 de bănci din județul Tecuci.
În pofida rezultatelor notabile, forța financiară a băncilor populare rămânea destul de mică. Încă din 1906, mai multe bănci populare sărace din împrejurimile satului Găiceana au hotărât crearea unei bănci populare federale, prima de acest fel din România. Înființată la 8/21 iulie 1907, Banca Federală Concordia reunea nouă bănci populare și dispunea de un capital inițial de numai 4.500 de lei (la care fiecare bancă a contribuit cu câte 500 de lei). Această nouă inițiativă a lui Eugen Brote, o premieră pe plan național, s-a dovedit un succes încă și mai mare. În numai trei luni capitalul subscris a crescut la 22.000 de lei, iar în anul 1908 a ajuns la 50.000 de lei.
După o ședere neîntreruptă de mai bine de 10 ani în Regatul României, Eugen Brote a reușit să obțină împământenirea în anul 1904, devenind supus român.

### Revenirea în București (1908-1910)
În anul 1908, Eugen Brote a revenit împreună cu soția Adela și cu fiica cea mică în București și s-a stabilit într-o locuință de pe bulevardul Pache Protopopescu. Pe cei doi băieți i-a trimis la studiu la Brașov, la Liceul greco-ortodox, iar pe Ana, fiica cea mare în vârstă de 6 ani, a încredințat-o unei mătuși din Sibiu. În anul 1909, l-a dat în judecată pe Dimitrie A. Sturdza, pretinzînd de la acesta suma de 130.000 de lei. După ce instanța a dispus o expertiză la data de 29 octombrie 1909, iar aceasta a fost întocmită la 13/26 noiembrie 1909, speța nu s-a mai judecat, iar Brote nu și-a mai recuperat banii.
Pe parcursul anului 1909, a dus o activitate publicistică intensă. A publicat la Arad un studiu intitulat Organizațiunea creditului prin băncile românești, în care își expunea mai vechile idei cu privire la rostul băncilor populare și cooperative. A redactat un studiu comemorativ despre primul mitropolit al Ardealului la împlinirea a 100 de ani de la nașterea sa, intitulat Andrei Șaguna și Curtea imperială, pe care l-a publicat între 1/14 octombrie și 8/21 octombrie în șapte numere consecutive ale ziarului arădean Tribuna. Având o situație materială tot mai precară, a contribuit pe parcursul anului și cu alte 30 de articole tot la Tribuna, în schimbul unei sume lunare de 400 de coroane.
Anul 1910, tumultuos din punct de vedere politic din cauza alegerilor pentru Parlamentul Ungariei, a condus la o ruptură difinitivă atât de Partidul Național Român, cât și de Tribuna. Roman Ciorogariu s-a deplasat la București în luna iulie a anului 1910 pentru a se înâlni personal cu Brote și cu Slavici ca să îi înștiințeze de ruperea relațiilor dintre gazetă și ei. Pentru Eugen Brote a fost o lovitură cu atât mai mai mare cu cât și-a pierdut și ultima sursă importantă de venit, suma lunară de 400 de coroane.

## Sfârșitul lui Eugen Brote

### Ultimii ani de viață (1910-1912)
În ultimele luni ale anului 1910, Eugen Brote a părăsit România, întorcânu-se în Transilvania natală. A ales să se stabilească în Brașov, unde se aflau deja băieții săi, care studiau la Liceul greco-ortodox. În perioada șederii broșevene, a colaborat cu gazeta săptămânală Dreptatea din localitate, deținută de Arsenie Vlaicu. După ce au fost unul câte unul izolați de Partidul Național Român, vechii tribuniști Ioan Slavici, Vasile Mangra și Brote însuși s-au repliat în jurul gazetei brașovene în încercarea de a reprezenta un curent politic românesc alternativ. Cei trei au continuat să militeze pentru menținerea dialogului cu autoritățile maghiare și pentru un curs moderat. În contextul radicalizării luptei politice a românilor ardeleni, Dreptatea a ajuns să fie marginalizată. În 26 iunie/9 iulie 1912, Brote îl înștiința pe Mangra că publicația ajunsese la o circulație de numai 600 de exemplare.
În ultimele luni de viață a făcut o încercare de reapropiere de Partidul Național Român. În acest sens, i-a adresat la 13/26 noiembrie 1912 o scrisoare lui Ioan Mihu, cerându-i o întrevedere și punându-se la dispoziția partidului pentru un nou rol politic. Demersul a rămas fără urmări, căci scrisoarea lui Brote nu a mai primit răspuns. Suferind de inimă, a murit la masa sa de lucru în locuința din Brașov în dimineața zilei de 5/18 decembrie 1912  și a fost înmormântat în ziua de 7/20 decembrie la Rășinari, în satul său natal, conform ultimei sale dorințe.

### Posteritatea
După moartea sa, Nicolae Iorga l-a caracterizat pe Eugen Brote în următoarele rânduri:
„Se anunță moartea, în sărăcie și uitare, la Brașov, a lui Eugeniu Brote, autorul unei vestite lucrări asupra chestiei românești, apărută a doua zi după procesul Memorandului. Om foarte cult, cu un însemnat talent la scris, minte capabilă de a stoarce faptelor concluzii nouă, Brote și-a omorât rostul politic trecând în România după o condamnare pe care era dator să o ispășească (...) Totuși, ne pare rău de omul isteț și mândru, care ar fi putut să aibă altă soartă dacă polticianismul României libere nu l-ar fi sedus, reținut și distrus”.
Despre Eugen Brote s-a scris foarte puțin vreme de 60 de ani după moartea sa. Un motiv posibil este faptul că în ultimii ani ai vieții sale acesta a fost, alături de Ioan Slavici și Vasile Mangra, un adept al compromisului cu autoritățile austro-ungare.
Abia în anul 1972, istoricul român Lucian Boia a finalizat și susținut la Facultatea de Istorie a Universității din București o teză de doctorat despre viața și activitatea politică și culturală a transilvăneanului. Teza de doctorat a lui Boia a fost publicată în anul 1974 la editura Litera într-o formă prescurtată pe spezele autorului. Autorul a avut ocazia să-și publice cercetarea în forma inițială, necenzurată și cu mici corecturi în anul 2013 la editura Humanitas.
Străzi care-i poartă numele se găsesc în Rășinari, București și Cluj.

## Lucrările lui Eugen Brote
- Die rumänische Frage in Siebenbürgen und Ungarn. Eine politische Denkschrift. Berlin: Puttkammer & Mühlbrecht, 1895. (Cartea a mai fost publicată în română și în italiană)
- Das magyarische Ungarn und der Dreibund. München, 1899.
- Organizațiunea creditului prin băncile românești. Arad, 1909.